# Prolophota
Prolophota là một chi bướm đêm thuộc họ Erebidae.

## Loài
- Prolophota pallida Turner, 1936
- Prolophota trigonifera Hampson, 1896